# Базаркенд
Базаркенд (азерб. Bazarkənd) — село в Довшанлинском сельском административно-территориальном округе Агдеринского района Азербайджана.

## География
Сёла Довшанлы, Базаркенд, Хаяд входят в состав Довшанлинского сельского административно-территориального округа Агдеринского района, при этом село Довшанлы является центром этого сельского административно-территориального округа.
Расположено в предгорной территории, на высоте 1052 м, в долине реки Хачынчай.

## История
По данным «Свода статистических данных о населении Закавказского края, извлеченных из посемейных списков 1886 года», в селе Базаркенд Довшанлинского сельского округа Джеванширского уезда Елизаветпольской губернии было 37 дымов и проживало 417 человек, все — армяне, из которых 13 человек принадлежало к духовенству, а остальные являлись владельческими крестьянами.
В советский период село входило в состав Арачадзорского (ныне село Довшанлы) сельсовета Мардакертского района Нагорно-Карабахской автономной области (НКАО) Азербайджанской ССР. Сама Нагорно-Карабахская автономная область была образована в 1923 году и до 1936 года называлась Автономная Область Нагорного Карабаха (АОНК). Село в советских источниках упоминалось под названием «Цмакент» (азерб. Tsmakənt) или «Цмакаог» (азерб. Tsmaqahoğ).
2 сентября 1991 года на совместной сессии Нагорно-Карабахского областного и Шаумяновского районного Советов народных депутатов была принята Декларация о провозглашении Нагорно-Карабахской Республики в границах Нагорно-Карабахской автономной области (НКАО) и сопредельного Шаумяновского района Азербайджанской ССР. 26 ноября 1991 года Верховный Совет Азербайджанский Республики принял закон «Об упразднении Нагорно-Карабахской автономной области Азербайджанской Республики». В этом законе помимо упразднения Нагорно-Карабахской Автономной Области (НКАО), было постановлено в том числе также и переименование Мардакертского района в Агдеринский.
Решением Милли Меджлиса Азербайджанской Республики от 13 октября 1992 года Агдеринский район был ликвидирован, а село было передано в состав соседнего Кельбаджарского района. Решением же от 29 декабря 1992 года село было переименовано в Базаркенд, а село Араджадзор было переименовано в Довшанлы.
В ходе Первой карабахской войны село в начале 1990-х годов попало под контроль непризнанной Нагорно-Карабахской Республики (НКР). Согласно административно-территориальному делению непризнанной республики, располагалось в Мартакертском районе НКР и носило название Цмахаох (арм. Ծմակահող).
Согласно Трёхстороннему Заявлению в ночь с 9 по 10 ноября 2020 года, подписанному по итогам Второй Карабахской войны, село перешло под контроль Российских миротворческих сил.
По итогам боевых действий в сентябре 2023 года Азербайджан восстановил свой контроль над селом.
27 декабря 2023 года Агдеринский район был восстановлен в прежних границах, Довшанлинский сельский административно-территориальный округ вместе с входящим в него селом Базаркенд вошёл в состав этого района. В настоящее время село Базаркенд входит в состав Довшанлинского сельского административно-территориального округа Агдеринского района Азербайджана.